# Campionati europei di canottaggio 1929
I Campionati europei di canottaggio 1929 si disputarono a Bydgoszcz (Polonia) e furono la XXX edizione dei Campionati europei di canottaggio.

## Medagliere
| Pos.   | Nazione        |   |   |   | Totale |
| ------ | -------------- | - | - | - | ------ |
| 1      | Italia         | 5 | 1 | 0 | 6      |
| 2      | Paesi Bassi    | 1 | 1 | 0 | 2      |
| 3      | Svizzera       | 1 | 0 | 1 | 2      |
| 4      | Polonia        | 0 | 1 | 3 | 4      |
| 5      | Cecoslovacchia | 0 | 1 | 0 | 1      |
| 5      | Francia        | 0 | 1 | 0 | 1      |
| 5      | Danimarca      | 0 | 1 | 0 | 1      |
| 5      | Jugoslavia     | 0 | 1 | 0 | 1      |
| 9      | Belgio         | 0 | 0 | 3 | 3      |
| Totale | Totale         | 7 | 7 | 7 | 21     |

## Podi
| Gara          | Oro | Argento                                                                                       | Bronzo                                                                                   |
| Singolo       | Bert Gunther | Josef Straka                                                                                  | Achille Mengé                                                                            |
| Due di coppia | Svizzera Édouard Candeveau Ernest Schnezler | Italia Michelangelo Bernasconi Alessandro De Col                                              | Belgio Carlos van den Driessche Louis Strauwen                                           |
| Due senza     | Italia Romeo Sisti Nino Bolzoni | Polonia Henryk Budziński Jan Krenz-Mikołajczak                                                | Belgio Havaux Soltermans                                                                 |
| Due con       | Italia Renzo Vestrini Pier Luigi Vestrini Cesare Milani (tim.)                                                                                            | Francia                                                                                       | Polonia Wiktor Szelągowski Franciszek Bronikowski Henryk Grabowski (tim.)                |
| Quattro senza | Italia Cesare Rossi Pietro Freschi Umberto Bonadè Paolo Gennari                                                                                           | Paesi Bassi J. Ferman J. Stenger G. de Laive J. Bosscher                                      | Polonia Jerzy Braun Leon Birkholc Edmund Jankowski Franciszek Bronikowski                |
| Quattro con   | Italia Valerio Perentin Giliante D'Este Nicolò Vittori Giovanni Delise Renato Petronio (tim.)                                                             | Danimarca Aage Hansen Christian Olsen Walther Christiansen Richard Olsen Poul Richardt (tim.) | Svizzera Edouard Schädeli Paul Wachtel René Bühler Wilhelm Müller Georges Steiner (tim.) |
| Otto          | Italia Mario Balleri Renato Barbieri Dino Barsotti Guglielmo Del Bimbo Vittorio Cioni Eugenio Nenci Enrico Garzelli Roberto Vestrini Cesare Milani (tim.) | Jugoslavia                                                                                    | Polonia                                                                                  |